# 리야기책
《리야기책》(利野耆冊)은 17세기에 쓰여진 조선시대 야담·패설집이다. 리야책은 사대부들이 주고받던 이야기들을 쓴 책이다. 책에는 사대부들의 숨은 일화를 중심으로 하는 20개의 이야기들을 싣고 있다.
조선시대 후기의 서민들의 솔직하고 유쾌한 야담들이 담겨있으며 사람들의 지적 호기심을 충족 시켜준다고 한다.